# Roland Tomb
 (septembre 2022).
La mise en forme du texte ne suit pas les recommandations de Wikipédia : il faut le « wikifier ».
Les points d'amélioration suivants sont les cas les plus fréquents :
- Les titres sont pré-formatés par le logiciel. Ils ne sont ni en capitales, ni en gras.
- Le texte ne doit pas être écrit en capitales (les noms de famille non plus), ni en gras, ni en italique, ni en « petit »…
- Le gras n'est utilisé que pour surligner le titre de l'article dans l'introduction, une seule fois.
- L'italique est rarement utilisé : mots en langue étrangère, titres d'œuvres, noms de bateaux, etc.
- Les citations ne sont pas en italique mais en corps de texte normal. Elles sont entourées par des guillemets français : « et ».
- Les listes à puces sont à éviter, des paragraphes rédigés étant largement préférés. Les tableaux sont à réserver à la présentation de données structurées (résultats, etc.).
- Les appels de note de bas de page (petits chiffres en exposant, introduits par l'outil «  Source ») sont à placer entre la fin de phrase et le point final[comme ça].
- Les liens internes (vers d'autres articles de Wikipédia) sont à choisir avec parcimonie. Créez des liens vers des articles approfondissant le sujet. Les termes génériques sans rapport avec le sujet sont à éviter, ainsi que les répétitions de liens vers un même terme.
- Les liens externes sont à placer uniquement dans une section « Liens externes », à la fin de l'article. Ces liens sont à choisir avec parcimonie suivant les règles définies. Si un lien sert de source à l'article, son insertion dans le texte est à faire par les notes de bas de page.
- La présentation des références doit suivre les conventions bibliographiques. Il est recommandé d'utiliser les modèles {{Ouvrage}}, {{Chapitre}}, {{Article}}, {{Lien web}} et/ou {{Bibliographie}}. Le mode d'édition visuel peut mettre en forme automatiquement les références.
- Insérer une infobox (cadre d'informations à droite) n'est pas obligatoire pour parachever la mise en page.

Pour une aide détaillée, merci de consulter Aide:Wikification.
Si vous pensez que ces points ont été résolus, vous pouvez retirer ce bandeau et améliorer la mise en forme d'un autre article.
Pour les articles homonymes, voir Tomb.
Roland Tomb est un auteur, bioéthicien et médecin dermatologue franco-libanais, né en 1958 à Beyrouth, au Liban. Il est doyen de la Faculté de médecine de l'Université Saint-Joseph de Beyrouth depuis 2011. Il est président du Département de bioéthique de cette même université et est un membre actif des comités de bioéthique de l'UNESCO.

## Début de carrière
Tomb a fréquenté le Collège des Jésuites Notre-Dame de Jamhour au Liban et a poursuivi ses études de médecine à Paris, à la Faculté de médecine Pierre et Marie Curie (aujourd’hui Sorbonne Université), puis a obtenu son doctorat en 1989 à Strasbourg à l'Université Louis-Pasteur (aujourd’hui Université de Strasbourg). Le sujet de sa thèse, supervisée par Edouard Grosshans, était la redécouverte de maladies cutanées antérieurement décrites.

## Carrière médicale et universitaire
Tomb a exercé la dermatologie à Strasbourg, où il est devenu chef de clinique, a enseigné, mené des recherches, et a également dirigé la clinique d'allergologie pendant huit ans. Il a aussi obtenu un DEA en pharmacologie et pharmacochimie. Tomb s'est installé à Beyrouth en 1993, où il a immédiatement été nommé professeur et dirigé le service de dermatologie à l'hôpital Hôtel-Dieu de France à Beyrouth. En 2011, Tomb a été élu doyen de la Faculté de médecine de l'Université Saint-Joseph de Beyrouth. Il a été réélu deux fois à ce poste pour des mandats de quatre ans, en 2015 et en 2019,. Durant son mandat de doyen, Tomb a signé de nombreuses conventions et accords avec des universités et centres de recherche français, suisses, et belges, concernant la collaboration académique et les échanges d'étudiants. Il a notamment initié la construction d'un centre de simulation et d’une nouvelle Faculté de médecine high-tech au sein du jardin botanique de l'Université Saint-Joseph. Tomb est membre et ancien président de la Société libanaise de dermatologie, membre de la Société française de dermatologie, et vice-président de l'Association des dermatologistes francophones. Il a aussi été membre du conseil d'administration de l'Ordre des médecins du Liban.

## Publications médicales
Tomb est l'auteur ou le co-auteur de plus de 300 articles dans des revues médicales internationales. De plus, il a été l'auteur ou contribué aux ouvrages médicaux collectifs suivants:
- Bernard Gerbaka, Sami Richa et Roland Tomb. Child Sexual Abuse and Tafficking in the Arab Region (Abus Sexuel et Traffic de Mineurs dans la Région Arabe). Cham: Springer Nature Switzerland AG, 2021[12].

- Traité de médecine, 3 volumes. Paris: Éditions du Traité de Médecine, 2020 (5e édition)[13].
- Dermatologie et infections sexuellement transmissibles. Paris: Elsevier Masson, 2019 (5e édition)[14].
- Thérapeutique dermatologique. Paris: Flammarion Médecine, 2011[15].
- Nouvel atlas pratique de dermatologie et vénéréologie. Par Ruggero Tagliavini ; traduit, adapté et mis à jour par Roland Tomb. Paris: Ellipses, 1995[16].

## Travail dans le domaine de la bioéthique
À la Faculté de médecine de l'Université Saint-Joseph, Tomb a créé un diplôme universitaire en éthique médicale et a été nommé titulaire de la chaire de bioéthique. Il a également été président du comité d'éthique de l'hôpital Hôtel-Dieu de France à Beyrouth et président du comité d'éthique de l'Ordre des médecins du Liban. En 2009, Tomb a obtenu un Doctorat d'État en philosophie et bioéthique à l'Université d'Aix-Marseille. La thèse, dirigée par Pierre Le Coz, abordait les enjeux éthiques de la circoncision. En 2022, Tomb publie Histoire de la circoncision (Paris, coll. « Que sais-je ? »), un ouvrage basé sur ses recherches doctorales,,,.
En 2014, Tomb a été nommé rapporteur au Comité intergouvernemental de bioéthique de l'UNESCO. En 2016, il a été nommé membre du Comité international de bioéthique de l'UNESCO, dont il est devenu l'un des vice-présidents en 2018,. De plus, il a été membre du Comité consultatif national libanais de bioéthique de 2010 à 2018.

## Autres domaines d'activité
Tomb est membre du conseil de la Fondation Alexis et Anne-Marie Habib qui fournit un soutien financier éducatif à la jeunesse libanaise. Il a participé à plusieurs longs métrages et joué des rôles mineurs dans deux films de la cinéaste franco-libanaise Danielle Arbid: Dans les champs de bataille (2011) et Beyrouth Hotel (2004). Tomb a aussi étudié les langues orientales anciennes à l'Institut catholique de Paris, à la Faculté de théologie protestante de Strasbourg et à l’ELASU (Sorbonne Université). Il a également contribué à plusieurs livres d'histoire, parmi lesquels L'Hôtel-Dieu de France, un Hôpital centenaire (avec Christian Taoutel) (Beyrouth: Éditions de l'USJ, 2021), Lucien Cattin, le bâtisseur (édité par Christian Taoutel (Beyrouth: Éditions de l'USJ, 2018)), USJ, Portrait d'une université (par Carla Eddé, Roland Tomb et Cynthia Ghobril-Andrea (Beyrouth: Éditions de l'USJ, 2016)), Léon de Laborde, Voyage en Orient (Le Blanc, France: ABMB, 2010), et L'Islande et le Liban: antipodes de l'UE (sous la direction de David Thor Bjorgvinsson et Chibli Mallat (Bruxelles: Bruyland Edition, 2008)).
En 2022, il publie une Histoire de la circoncision aux Presses universitaires de France dans la collection Que sais-je ? et fait sur le même thème une conférence au Collège de France accessible en vidéo.

## Honneurs
- Officier de l'ordre national du Cèdre. Le 19 mai 2014, Tomb a été nommé officier de l'Ordre libanais du Cèdre[32].